# Oxid yttritý
Oxid yttritý je anorganická sloučenina s chemickým vzorcem Y2O3. Je to oxid yttria, které je v něm přítomno v oxidačním stavu III.

## Vlastnosti
Oxid yttritý je bílá pevná látka stabilní na vzduchu. Krystalizuje v kubické soustavě s prostorovou grupou Ia3 (číslo 206) a mřížkovým parametrem a = 10,61 Å.

## Využití
Oxid yttritý se využívá v mnoha aplikacích, jako třeba v laserech, ke stabilizaci zirkonia v dentální keramice, v mikrovlných filtrech, v optickém průmyslu a například ve vysokoteplotních nátěrech.
Také se využívá při výrobě vysokoteplotního supravodiče YBa2Cu3O7, známého jako "1-2-3" podle poměru kovových složek. Připravuje se reakcí při teplotě 800 °C:
2 Y2O3 + 8 BaO + 12 CuO + O2 → 4 YBa2Cu3O7